# Guzmán Acosta y Lara Sosa
Guzmán Acosta y Lara Sosa fue un ingeniero agrónomo y político uruguayo, perteneciente al Partido Colorado.

## Biografía
Nació en Montevideo, hijo del arquitecto Horacio Acosta y Lara. Estudió en la Universidad de la República, egresando con el título de ingeniero agrónomo.
Comenzó su carrera política en el departamento de Durazno, en filas de Luis Batlle Berres, formando el grupo conocido como «Jóvenes Turcos». Fue varias veces diputado.
A inicios del gobierno de Jorge Pacheco Areco ocupó la titularidad del Ministerio de Trabajo; tuvo que renunciar ante la interpelación que impulsó el senador Wilson Ferreira Aldunate.
Su hijo Guzmán también incursionó en política en el siglo XXI.